# Lisa del Bo

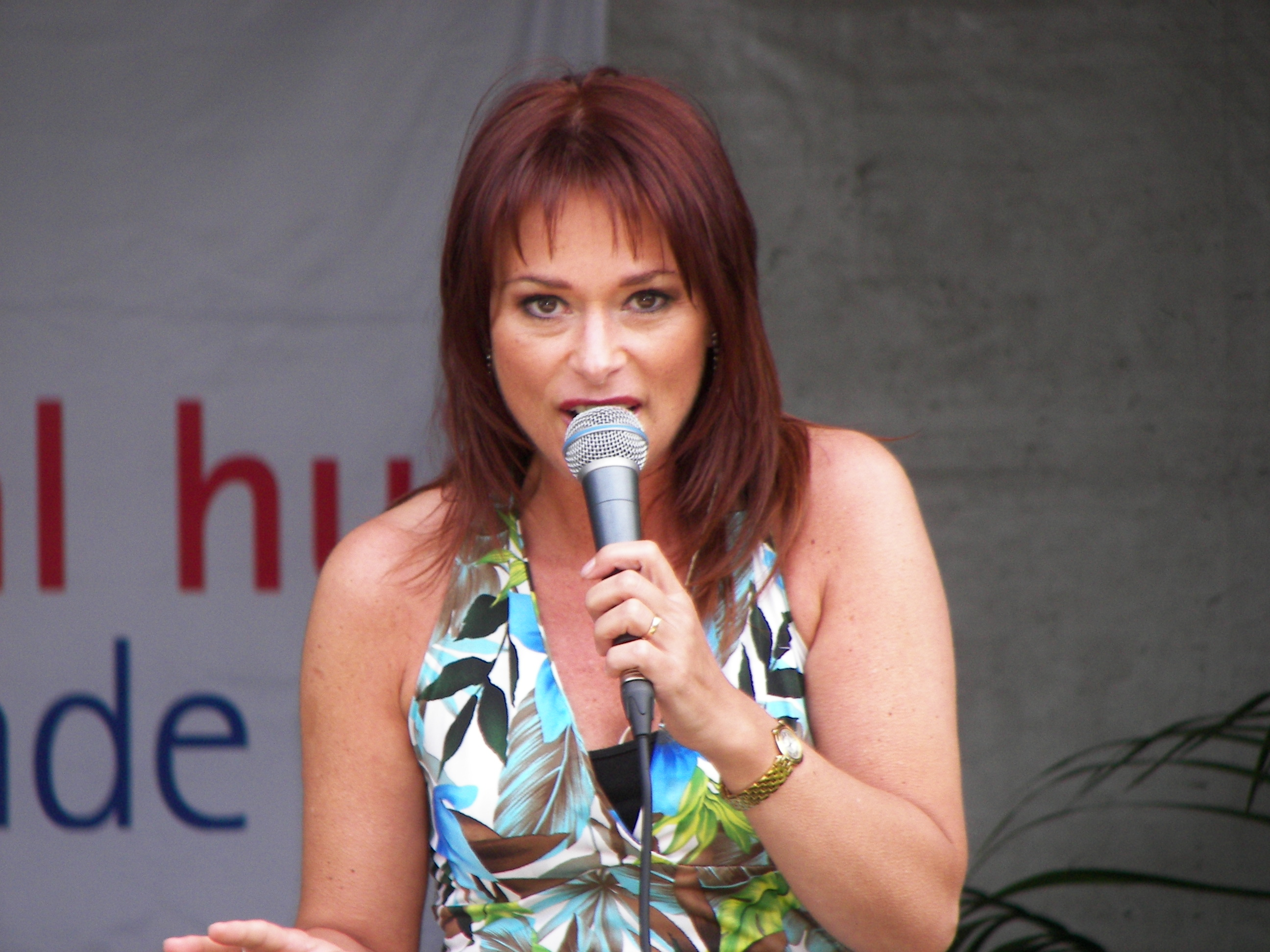
Lisa del Bo 2007

Lisa del Bo, bürgerlich: Reinhilde Goossens (* 9. Juni 1961 in Bilzen) ist eine belgische Sängerin.

## Leben
Lisa del Bo begann ihre Karriere in der belgischen Version der TV-Sendung Soundmixshow von Henny Huisman, die sie 1990 mit ihrer Interpretation des Titels What's a woman von Vaya Con Dios gewann. Sie nahm den Künstlernamen Lisa del Bo an und brachte 1992 ihre erste Single Liefde heraus, für die sie von John Terra und Hans Van Eyck unterstützt wurde. Ihr Produzent wurde Piet Roelen.
Ihren Durchbruch hatte Lisa del Bo 1993 mit dem Titel Vlinder, mit dem sie 3. in der belgischen Vorentscheidung zum Eurovision Song Contest wurde. Mit dem Titel Liefde is een kaartspel vertrat sie Belgien 1996 beim Eurovision Song Contest und landete auf Platz 16. Die Single belegte in den flämischen Charts Platz 2 und wurde damit die bisher erfolgreichste Single Lisa del Bos.
Neben dem Duett Eenzaam zonder jou, das sie 1998 mit Bart Kaëll aufnahm, arbeitete Lisa del Bo auch mit Helmut Lotti zusammen. Auf dessen Album Helmut Lotti goes Classic Final Edition wurde 1998 auch das Duett Love is Life aufgenommen, auf Lisa del Bos Album Best of the Forties erschien das Duett Swinging on a Star. Später begleitete sie Helmut Lotti auf Tournees und trat mit ihm mehrfach auf seinem jährlichen Sommerkonzert im Casino Knokke auf.
In Deutschland veröffentlichte Lisa del Bo bisher drei Alben, auf denen sie neue Versionen bekannter Hits aus den 1940er-, 1950er- und 1960er-Jahren singt. Mit deutschen Versionen einiger ihrer Titel war sie zudem in deutschen Fernsehshows zu sehen.

## Diskografie

### Studioalben
| Jahr | Titel                                   | Höchstplatzierung, Gesamtwochen, AuszeichnungChartsChartplatzierungen (Jahr, Titel, Platzierungen, Wochen, Auszeichnungen, Anmerkungen) | Anmerkungen                                                            |
| Jahr | Titel                                   | BEF | Anmerkungen                                                            |
| ---- | --------------------------------------- | --- | ---------------------------------------------------------------------- |
| 1996 | Lisa del Bo                             | BEF10 Gold · (17 Wo.)BEF | Erstveröffentlichung: 13. Mai 1996 Verkäufe: + 15.000                  |
| 1999 | Best of the Sixties                     | BEF3 Gold · (19 Wo.)BEF | Erstveröffentlichung: 21. Mai 1999 Verkäufe: + 15.000                  |
| 2000 | Best of the Fifties                     | BEF3 Gold · (20 Wo.)BEF | Erstveröffentlichung: 5. Mai 2000 Verkäufe: + 15.000                   |
| 2001 | Best of the Forties                     | BEF18 (7 Wo.)BEF | Erstveröffentlichung: 7. Mai 2001                                      |
| 2002 | Wo sind die Zeiten – Das Beste der 40er | — |                                                                        |
| 2003 | De mooiste duetten & méér               | BEF23 (4 Wo.)BEF | Erstveröffentlichung: 15. August 2003 mit Willy Sommers und Luc Steeno |
| 2008 | Dansen, plezier voor twee               | BEF7 (17 Wo.)BEF | Erstveröffentlichung: 4. April 2008                                    |
| 2010 | My Special Prayer                       | BEF85 (2 Wo.)BEF | Erstveröffentlichung: 26. November 2010                                |
| 2013 | Helemaal Lisa                           | BEF56 (17 Wo.)BEF | Erstveröffentlichung: 14. Juni 2014                                    |
| 2015 | Voor een mo                             | — | Erstveröffentlichung: 17. April 2015                                   |
| 2016 | Jokers & Pokers                         | BEF63 (5 Wo.)BEF | Erstveröffentlichung: 26. August 2016                                  |
| 2018 | Lisa gelooft                            | BEF75 (33 Wo.)BEF | Erstveröffentlichung: 12. Oktober 2018                                 |
| 2022 | Niet alleen                             | BEF6 (7 Wo.)BEF | Erstveröffentlichung: 29. April 2022                                   |
| 2025 | Daarom                                  | BEF2 (… Wo.)BEF | Erstveröffentlichung: 25. April 2015                                   |

### Kompilationen
| Jahr | Titel               | Höchstplatzierung, Gesamtwochen, AuszeichnungChartsChartplatzierungen (Jahr, Titel, Platzierungen, Wochen, Auszeichnungen, Anmerkungen) | Anmerkungen                           |
| Jahr | Titel               | BEF | Anmerkungen                           |
| ---- | ------------------- | --- | ------------------------------------- |
| 2015 | 25 jaar Lisa del Bo | BEF50 (12 Wo.)BEF | Erstveröffentlichung: 21. August 2015 |

Weitere Kompilationen
- 2012: Best of Lisa del Bo

### Singles
| Jahr | Titel Album                                           | Höchstplatzierung, Gesamtwochen, AuszeichnungChartsChartplatzierungen (Jahr, Titel, Album, Platzierungen, Wochen, Auszeichnungen, Anmerkungen) | Anmerkungen                                          |
| Jahr | Titel Album                                           | BEF | Anmerkungen                                          |
| ---- | ----------------------------------------------------- | --- | ---------------------------------------------------- |
| 1991 | Maar nu, wat doe ik zonder jou? –                     | BEF50 (1 Wo.)BEF |                                                      |
| 1993 | Vlinder Lisa del Bo                                   | BEF24 (9 Wo.)BEF |                                                      |
| 1993 | Ergens Lisa del Bo                                    | BEF46 (1 Wo.)BEF |                                                      |
| 1996 | Liefde is een kaartspel Lisa del Bo                   | BEF2 (14 Wo.)BEF | Erstveröffentlichung: 1. April 1996                  |
| 1996 | Morgen Lisa del Bo                                    | BEF26 (8 Wo.)BEF | Erstveröffentlichung: 12. Juli 1996                  |
| 1998 | Eenzaam zonder jou –                                  | BEF19 (16 Wo.)BEF | Erstveröffentlichung: 16. Januar 1998 mit Bart Kaëll |
| 2003 | Tussen Heist en de Ardennen De mooiste duetten & méér | BEF50 (1 Wo.)BEF | mit Willy Sommers und Luc Steeno                     |
| 2012 | Hemelhoog Helemaal Lisa                               | BEF47 (1 Wo.)BEF | Erstveröffentlichung: 6. August 2012                 |

Weitere Singles
- 1994: Leef nu met een lach
- 1994: Eindeloos
- 1995: Mijn hart is van slag
- 1995: Van alles
- 1996: Roosje
- 1997: Alleen voor jou
- 1998: Met 16 kan je nog dromen (Mit 17 hat man noch Träume)
- 1998: De drie klokken (Les trois cloches)
- 1999: Zeldzaam gevoel (Die Liebe ist ein seltsames Spiel)
- 2000: Nooit op zondag (Ein Schiff wird kommen)
- 2004: Jij (Love will keep us together)
- 2009: In jouw ogen
- 2011: De liefde van je leven
- 2013: Als zijn lied weerklinkt (De clochard)
- 2013: Zo ken je mij al lang
- 2014: Radeloos
- 2014: Dicht bij jou
- 2014: Stilte na de storm (mit Eli)
- 2015: Liefde woont in mijn hart
- 2015: De adem van de lage landen
- 2015: Een parel als jij
- 2016: Een nieuwe dag
- 2016: Vier azen op een rij
- 2016: Jij tekent mijn leven
- 2016: Hoe groot zijt gij
- 2017: Liefde woont in mijn hart
- 2017: Als ik jou zie
- 2017: Wachten
- 2017: Tekens van hoop
- 2018: Een goed jaar voor de rozen
- 2018: Bestuif je hele wereld